# Ficaria popovii
Ficaria popovii là một loài thực vật có hoa trong họ Mao lương. Loài này được A.P. Khokhr. mô tả khoa học đầu tiên.